# 小費內迪格山

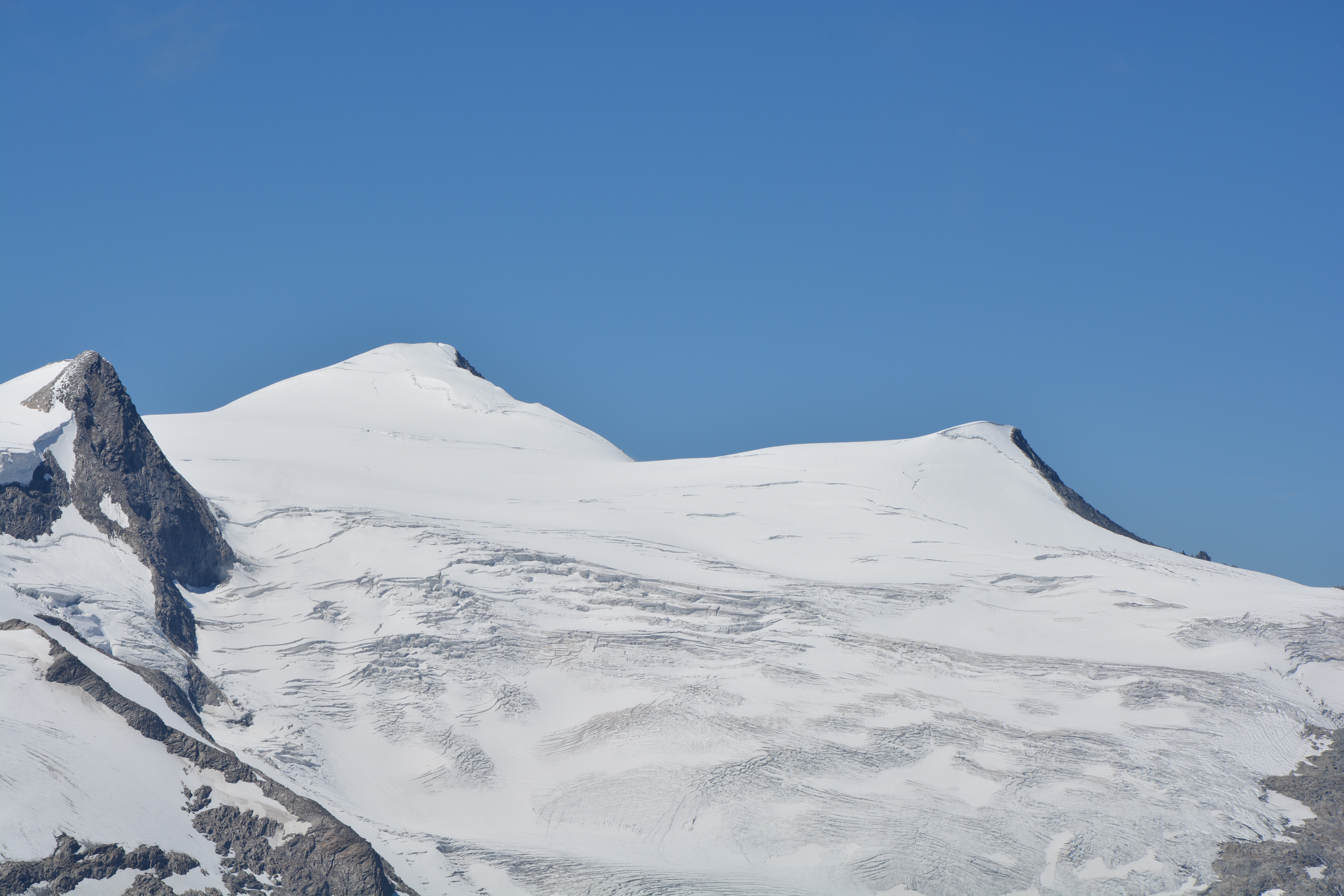

47°6′59″N 12°21′32″E / 47.11639°N 12.35889°E
小費內迪格山（德語：Kleinvenediger），是奧地利的山峰，位於該國西部，處於蒂羅爾州和薩爾茨堡州接壤的邊界，屬於維內迪傑山脈的一部分，海拔高度3,468米，每年平均降雨量1,971毫米。